# Rotes Zürich

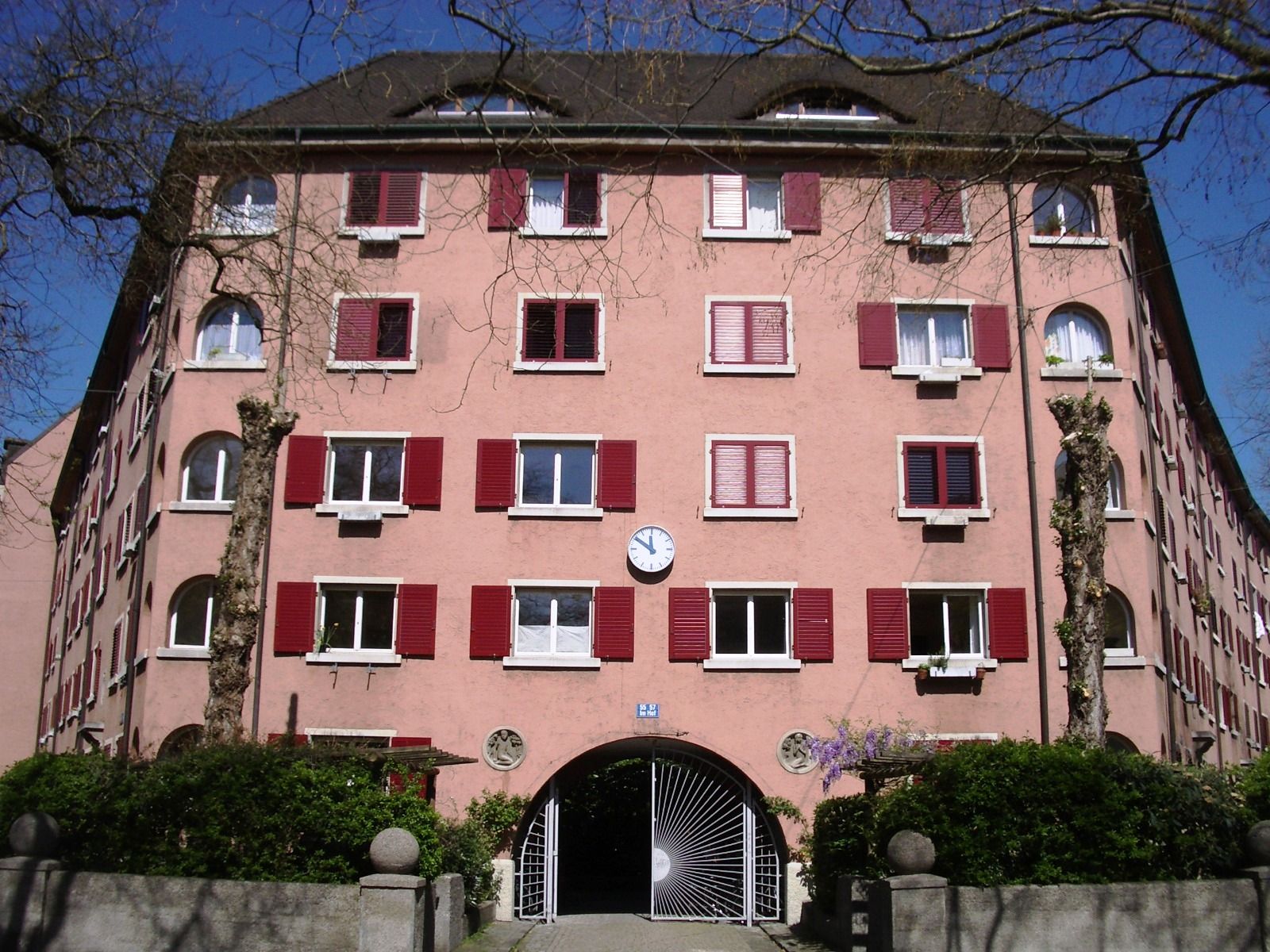
Kolonie Industrie 2: 10 Häuser, 83 Wohnungen, 1 Kindergarten, Baujahr 1919–20

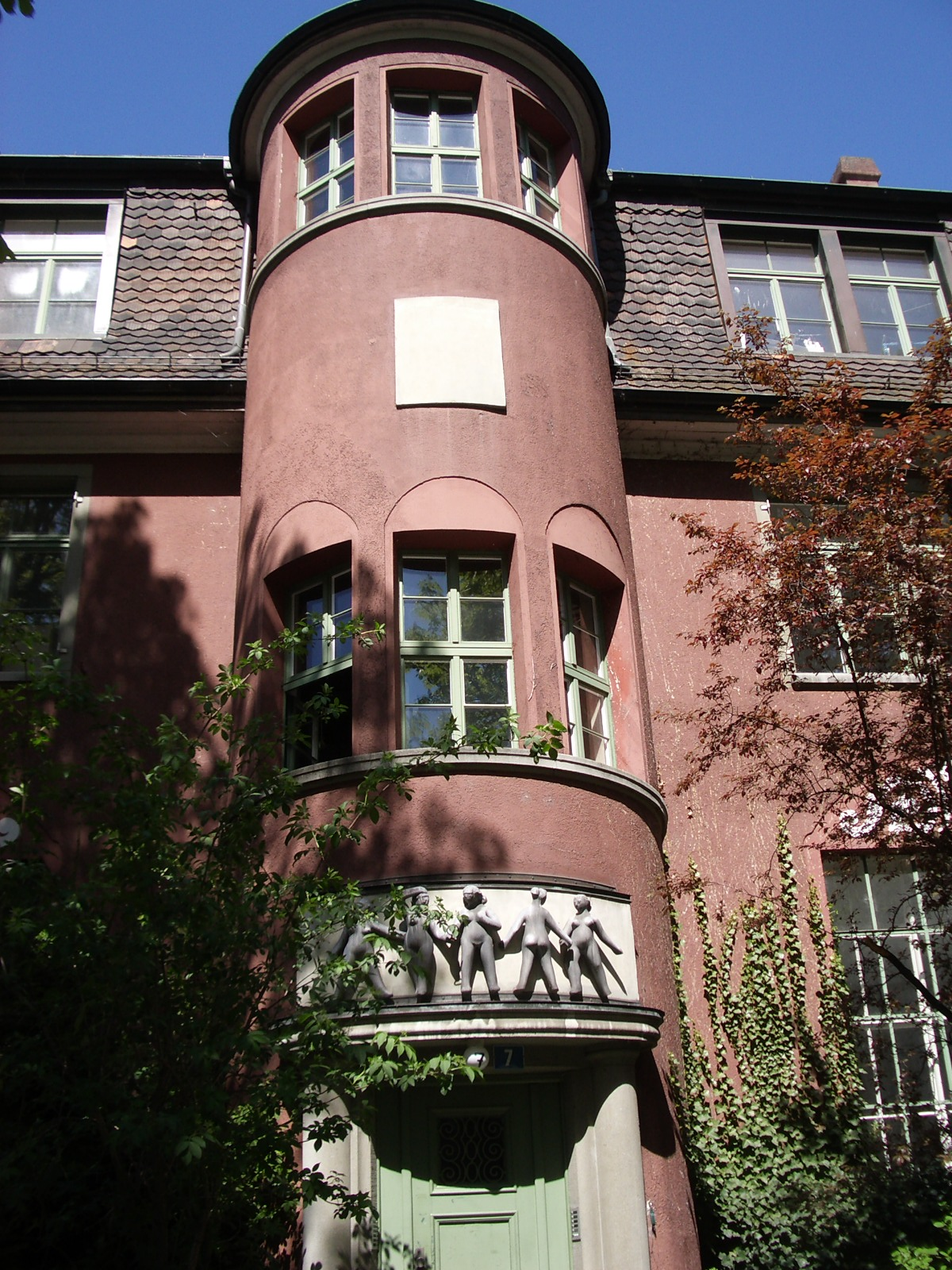
Spielweg Wipkingen: Künstlerhaus der Stadt Zürich, Baujahr 1924–25

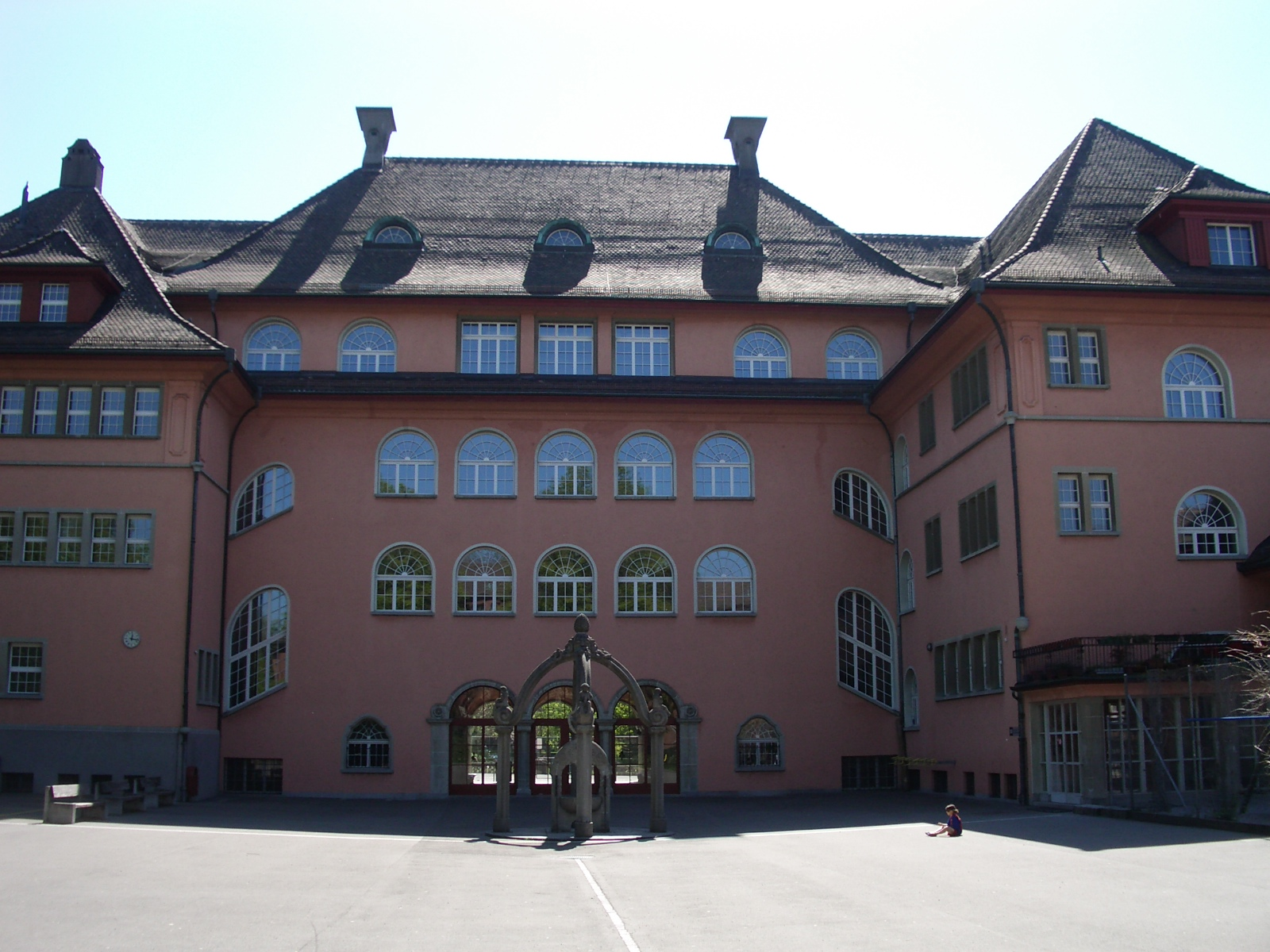
Schulhaus Letten, Baujahr 1914

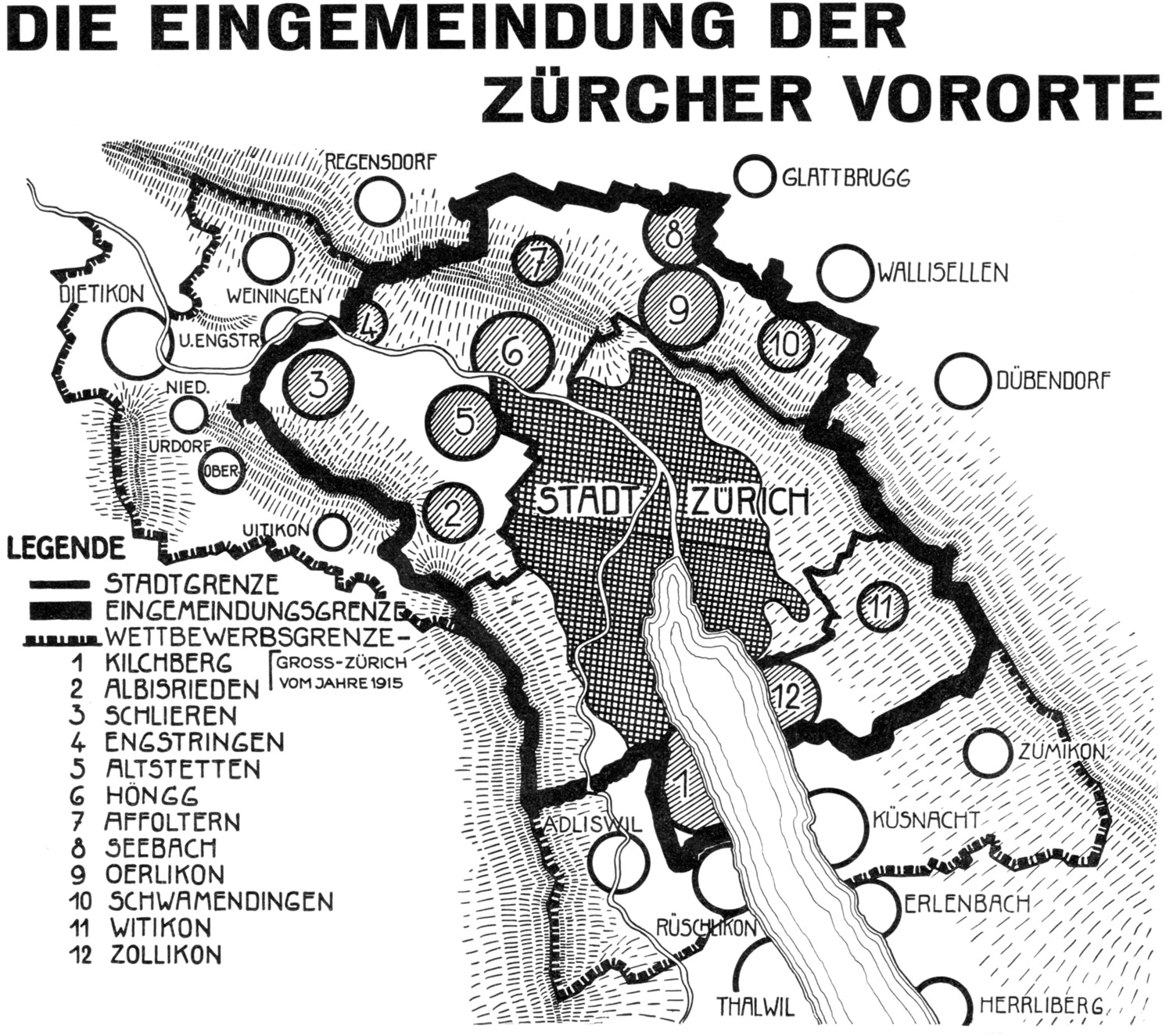
Zeitgenössische Karte zur Eingemeindungsinitiative 1929

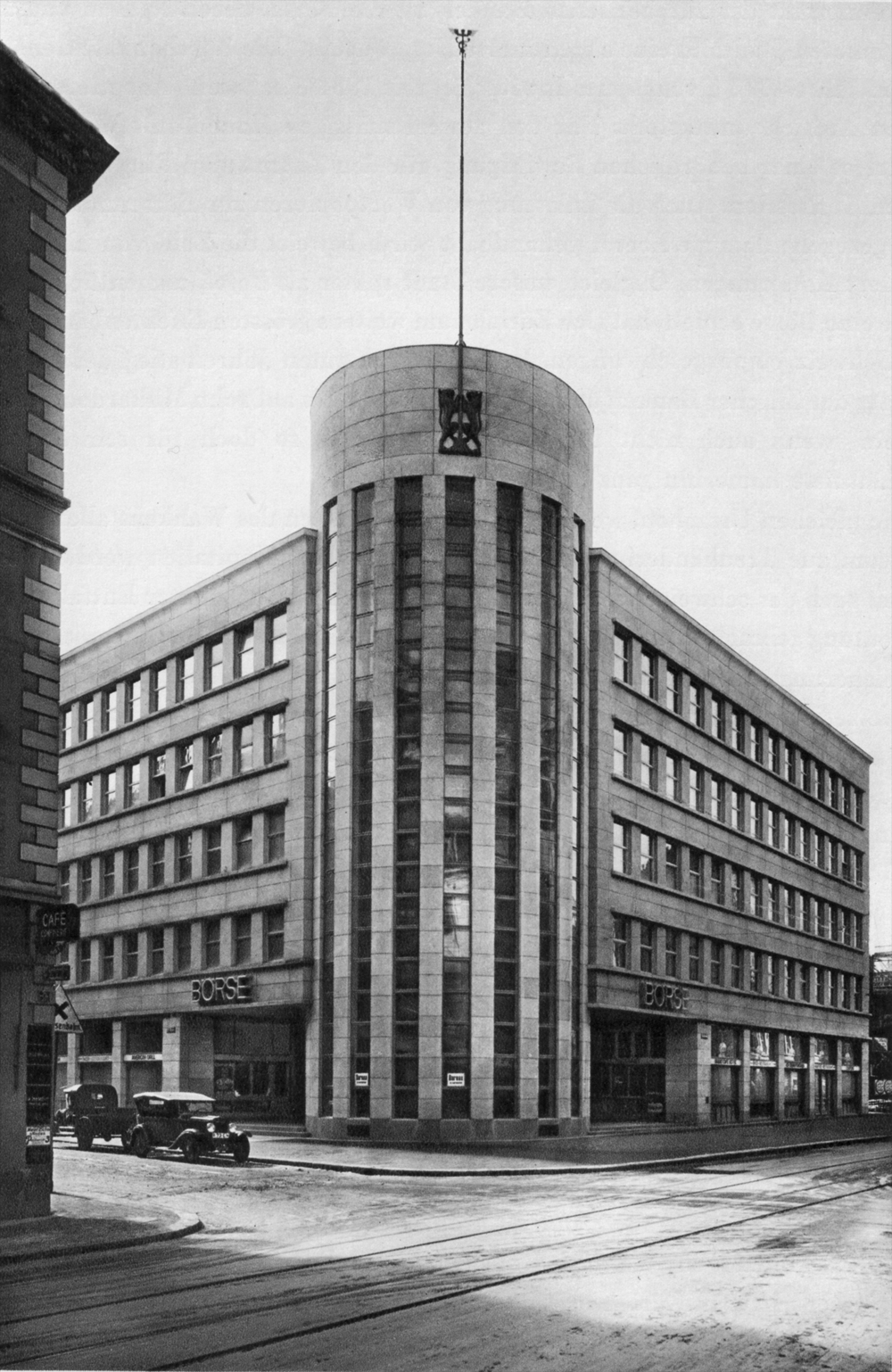
Neues Bauen: Börsengebäude Zürich von 1930

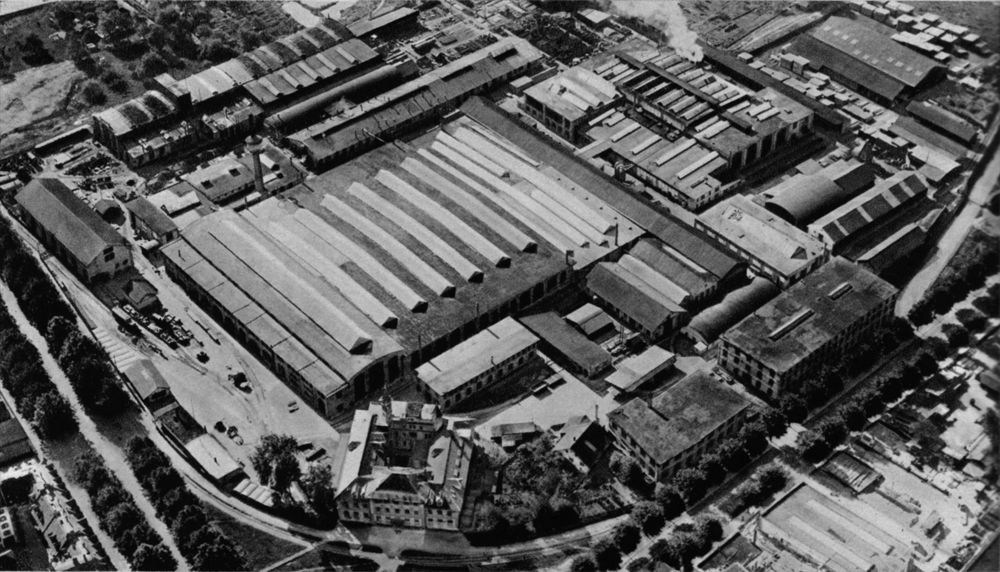
Escher Wyss um 1930; von der Stadt vor dem Konkurs bewahrt

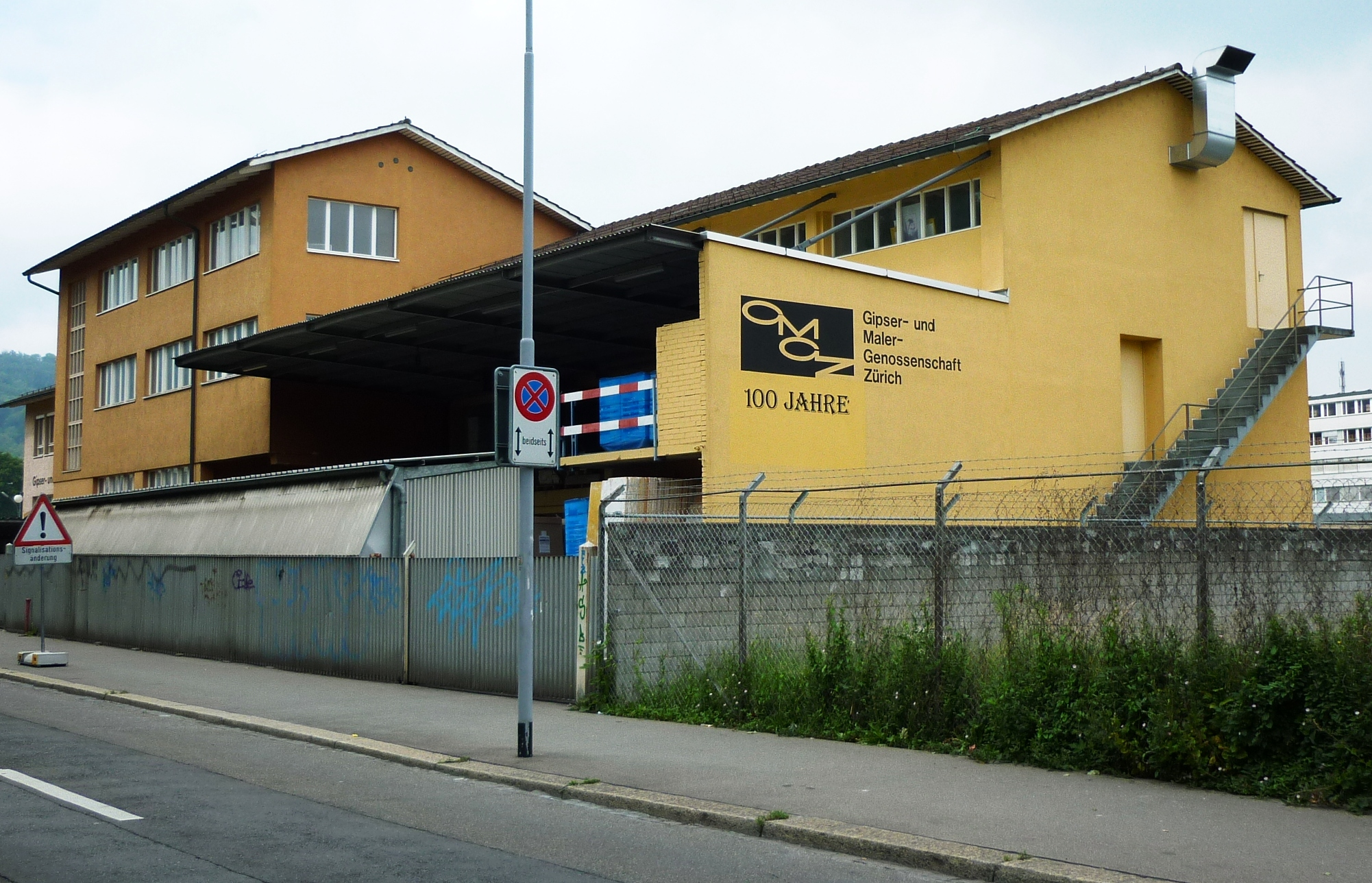
Gipser- und Malergenossenschaft Zürich

Als Rotes Zürich wird die Stadt Zürich in der Zeit von 1928 bis 1938 (Verlust der SP-Gemeinderatsmehrheit), respektive bis 1949 (Verlust der SP-Stadtratsmehrheit) bezeichnet. 1928 gewann die Sozialdemokratische Partei (SP) erstmals fünf Sitze in der neunköpfigen Stadtregierung (Stadtrat) und stellte mit Emil Klöti den Stadtpräsidenten. Im Parlament (Gemeinderat) war sie schon seit 1900 die stärkste Partei.

## Gesellschaftliche Bedingungen
Nach dem Landesstreik von 1918 wurde die Idee der Machtübernahme im Gesamtstaat, die man von der deutschen Sozialdemokratie übernommen hatte, durch die föderalistisch geprägte Strategie des Gemeindesozialismus ergänzt.
Der Sozialismus sollte nun durch Reformen auf kommunaler Ebene verwirklicht werden, unter gleichzeitiger Verbesserung des Lebensstandards. Als sich während der Weltwirtschaftskrise die soziale Frage zuspitzte, gewann die SP in den meisten grösseren Schweizer Städten Mehrheiten. Das Rote Zürich machte als erste grosse Stadt den Anfang. Mit dem Slogan «Erobert Zürich dem Sozialismus!» warb die Sozialdemokratische Partei im Frühling 1928 für ihre Kandidaten. Am 15. April 1928 wählten die Stimmbürger erstmals eine Stadtregierung mit einer SP-Mehrheit. Entgegen den bürgerlichen Befürchtungen verfolgte das Rote Zürich eine zwar konsequente, aber auch auf Ausgleich bedachte Politik. 1934 wurde Zürich mit der Zweiten Eingemeindung zur ersten grossen Schweizer Stadt, was eine Herausforderung für die neue Regierung darstellte.
Bei den Gemeinderatswahlen von 1938 fiel die SP mit einem Wähleranteil von nur noch 41,6 % von 63 auf 60 Mandate zurück und verlor die Mehrheit im Gemeinderat. 1943 wurde mit dem damaligen Stadtpräsidenten Ernst Nobs ein Vertreter der Zürcher Parteilinie als erster Sozialdemokrat in den Bundesrat gewählt. 1946 wurde die SP-Mehrheit in der Zürcher Stadtregierung ein weiteres Mal bestätigt. Neben den fünf Sozialdemokraten nahm mit Edgar Woog noch ein Kommunist im Stadtrat Einsitz. Die neu gegründete kommunistische Partei der Arbeit (PdA) eroberte im Parlament fast zwanzig Mandate, halb so viele wie die SP. Mit dem wirtschaftlichen Aufschwung nach dem Zweiten Weltkrieg endete 1949 das Rote Zürich: Die SP verlor ihre Regierungsmehrheit und die durch den Staatsstreich der Kommunisten in der Tschechoslowakei von 1948 in Verruf geratene PdA flog aus der Regierung und brach im Parlament ein.

## Kommunalpolitische Schwerpunkte

### Wirtschaftspolitik
Die Hauptaufgabe der sozialistischen Wirtschaftspolitik bestand darin, die Folgen der Weltwirtschaftskrise zu lindern. Neben dem Ausbau der kommunalen Dienstleistungen und der gemeindeeigenen industriellen Betriebe, wollte man auch die Anstellungsverhältnisse der Gemeindeangestellten verbessern.
In der Zeit bis zur Weltwirtschaftskrise konnten nun zahlreiche Reformmassnahmen an die Hand genommen werden.
1929 erfolgte die Einführung der beitragslosen Altersbeihilfe sowie die Schaffung einer Spar- und Hilfskasse für das nicht versicherte städtische Hilfspersonal. Bald wurde die Weltwirtschaftskrise aber auch im «roten Zürich» spürbar. Die Zahl der Arbeitslosen sprang von 1795 im Jahre 1930 auf 12415 im Jahre 1934.
Die Stadtregierung reagierte mit verschiedenen sozialpolitischen und interventionistischen Massnahmen. 1931 wurde die obligatorische, von der Stadtkasse subventionierte Arbeitslosenversicherung eingeführt. Ab 1933 gewährte die Stadt Exportrisikogarantien. Als die Firma Escher Wyss kurz vor dem Konkurs stand, kaufte die Stadt 1935 ihre Liegenschaft und vermietete sie zu günstigen Konditionen zurück, um die 1000 Arbeitsplätze zu retten. Als Arbeitsbeschaffungsmassnahme wurden Renovationsarbeiten von der Stadt unterstützt. Trotz massiver Steuererhöhungen musste 1934 auch das Rote Zürich, das sich nach den Erfahrungen der unmittelbaren Nachkriegszeit nicht wieder in die Abhängigkeit vom Kapitalmarkt begeben wollte, die Löhne seiner Angestellten kürzen.

### Sozialpolitik
Mit der Mehrheitsposition in der Gemeinde sollten wichtige soziale Ziele verwirklicht werden. Das Rote Zürich verstand sich jedoch nicht als ein sozialistisches Experimentierfeld, sondern wollte ein Paradebeispiel solider sozialdemokratischer Verwaltungsarbeit und ein Vorbild beim Ausbau der öffentlichen Infrastruktur werden.
1929 wurde das Wohlfahrtsamt (heute Sozialamt) geschaffen. Das Kinderfürsorgeamt, das für die Bekleidung und Schuhe bedürftiger Kinder sorgte, wurde integriert.

### Städtischer Wohnungsbau
Angesichts der massiven Wohnungsnot betrieb die SP eine aktive Boden- und Wohnbaupolitik. Die erste städtische Wohnsiedlung Limmat I war im Jahre 1907 aufgrund der Initiative des Stadtrates und Arztes Friedrich Erismann gebaut worden. 1924 wurde ein Programm zur Unterstützung von Wohnbaugenossenschaften eingeführt: Die Stadt Zürich finanzierte deren Baukosten zu 95 Prozent mit verbilligten Hypotheken. Diese Förderung des kommunalen und genossenschaftlichen Wohnungsbaus nach dem Vorbild des Roten Wien führte 1928 zu einem Boom bei den Genossenschaftssiedlungen.
Alle Genossenschaften waren aufgrund ihrer Statuten politisch neutral. Besonders in der Zwischenkriegszeit verstanden sie sich jedoch als Organisationen der politischen Arbeiterschaft, die in Verbindung mit der Sozialdemokratischen Partei und den Gewerkschaften eine soziale Zukunft aufbauen wollten. In einem Jahresbericht von 1924 hiess es: Die Genossenschaft ist die einzige Waffe, dem unverantwortlichen Ausbeutersystem aller Arten das Handwerk zu legen. Endziel sollte eine
Gesellschaft sein, in der Konsum, Wohnungsbau und Produktion genossenschaftlich organisiert sein würde.
Für alleinstehende Frauen wurde die Baugenossenschaft berufstätiger Frauen gegründet. Die Zürcher Architektin
Lux Guyer, die in England an ähnlichen Wohnbauprojekten mitgearbeitet hatte, war für die Projektierung zuständig.
Aus finanziellen Gründen beschränkte sich die Stadt auf die Renovierung der bereits bestehenden städtischen Siedlungen.
2019 erfüllten 56'000 der 227'000 Wohnungen in der Stadt Zürich die Vorgaben der Gemeinnützigkeit. Sie gehören Baugenossenschaften oder sind städtische Wohnungen.

### Genossenschaften
Die Selbsthilfeorganisationsform der Genossenschaft wurde für den Bau von erschwinglichen Miethäusern, die Versorgung mit Lebensmitteln, Büchern, Zeitungen und Geld sowie für Handwerkerkollektive genutzt. Die Genossenschaft hatte in der Stadt Zürich bereits Tradition: 1851 wurde von acht Grütlianern der Konsumverein Zürich gegründet. Er trug als erster den Namen Konsumverein und gilt als älteste wirklich erfolgreiche Konsumgenossenschaft in der Schweiz und auf dem europäischen Kontinent.
Die folgenden Genossenschaften beteiligten sich am Praesens-Film Das genossenschaftliche Zürich von 1929: Allgemeine Baugenossenschaft Zürich (ABZ), Gemeinnützige Baugenossenschaft Waidberg, Baugenossenschaft des eidgenössischen Personals, Gemeinnützige Baugenossenschaft Zürich II, Baugenossenschaft der Staats-, Stadt- und Privatangestellten, Familiengenossenschaft Zürich III, Gemeinnützige Baugenossenschaft Röntgenhof, Gemeinnützige Mieterbaugenossenschaft Zürich, Gipser- und Malergenossenschaft Zürich, Mieterbaugenossenschaft Zürich, Strassenbahnergenossenschaft Zürich, Genossenschaft für Spengler-, Dachdecker- und Installationsarbeiter, Schuhgenossenschaft Zürich, Zimmereigenossenschaft Zürich, Lebensmittelverein Zürich, Genossenschaft für Volksapotheken, Genossenschaftsbuchhandlung Zürich, Genossenschaftliche Zentralbank, Genossenschaftsdruckerei.

### Finanzpolitik
1919/20 wurde die Stadt Zürich nach einer Kreditsperre der Banken unter der Finanzaufsicht des Kantons gestellt. Daraufhin musste sie die Sozialausgaben von 6,4 auf 4 Millionen senken und über einen Viertel der städtischen Angestellten entlassen. Zur Lösung der Finanzprobleme wollte die SP die Vorortsgemeinden mit unterschiedlicher Steuerkraft fusionieren. Mit dem Projekt Zweite Eingemeindung sollten die Vorortsgemeinden, die wirtschaftlich längst zur Stadt gehörten und ähnliche soziale Probleme hatten, zu «Gross-Zürich» zusammengeschlossen werden, um die Planbarkeit der Wirtschaftsregion Zürich zu vergrössern und einen finanziellen Ausgleich zwischen armen und reichen Quartieren zu ermöglichen. An der kantonalen Volksabstimmung von 1931 wurde eine überarbeitete Vorlage gutgeheissen, die die reichen Gemeinden Kilchberg und Zollikon von der Eingemeindung ausnahm. Damit verdoppelte sich die Stadtfläche und die Einwohnerzahl stieg von 250'000 auf 320'000. Die Finanzknappheit infolge der Weltwirtschaftskrise bewirkte, dass Reformprojekte nicht umgesetzt oder wieder reduziert werden mussten.

### Verkehrspolitik
Drei Jahre nach der Ersten Eingemeindung von 1893 übernahm die Stadt Zürich das Tramnetz der Gesellschaft Elektrische Strassenbahn Zürich (ESB) (gegründet 1893) und bildete mit der Städtischen Strassenbahn Zürich (StStZ) das erste kommunale Strassenbahnnetz Europas.
In den zwanziger Jahren folgten umfangreiche Linienverlängerungen, zu denen die Strecken zum Zoo, zum Triemli, nach Wollishofen und Albisrieden zählen. Infolge der Finanzknappheit während der Weltwirtschaftskrise kam es um 1930 beim Aufkauf der letzten beiden privaten Strassenbahngesellschaften durch die Stadt zu einigen Streckenstilllegungen. Unter anderem wurden von der ehemaligen Strassenbahn Zürich–Oerlikon–Seebach (ZOS) die Strecken Seebach–Glattbrugg und Oerlikon–Schwamendingen, von der ehemaligen Limmattal-Strassenbahn (LSB) die Strecke Schlieren–Weiningen stillgelegt.

### Gesundheitspolitik
Augen- und Gehöruntersuchungen gab es in den Stadtschulen bereits seit 1882 bzw. 1894. 1904 wurde der erste Schularzt eingesetzt. Ab 1922 wurden im Rahmen der Kropfprophylaxe Jodtabletten an die Schüler verteilt, von denen 88 % Kropfträger waren oder Kropfanlagen hatten. Der Schulärztliche Dienst wurde 1928 reorganisiert und auf vier Schulärzte erweitert. Diese führten Reihenuntersuchungen zur Bekämpfung der Tuberkulose durch. Bereits 1908 war die erste Schulzahnklinik eröffnet worden. Ab 1929 wurde der Schulzahnärztliche Dienst verselbständigt und die Kliniken dezentralisiert.

### Bildungspolitik
1928 wurde der SP-Politiker Jean Briner, ein langjähriger Verfechter der «Schulreform», neuer Schulvorstand im Stadtrat. Die Sozialdemokratie griff zusammen mit dem linksbürgerlichen Grütliverein die Ideen der Reformpädagogik aus den Aufbruchsjahren vor der Jahrhundertwende auf und entwickelte den Begriff der «Sozialpädagogik». Die sozialpädagogische Schule forderte eine Neuorientierung und eine neue Denkweise in der Erziehung. Sie sollte den «neuen, sozialen» Menschen hervorbringen, der nur in der Bindung an die Interessen der Gemeinschaft eine Befreiung seiner Persönlichkeit ermöglichen könne.
Dieses Bestreben wurde vor allem vom Freisinn und der Kirche bekämpft, die ihren Einfluss in der Schule in Gefahr sahen. An der neuen Einteilung der Schulkreise nach der Zweiten Eingemeindung entzündete sich der Kampf um mehr Einfluss im Bildungsbereich.
Zu den Vätern der Schulreform gehörten der deutsche Pädagoge Georg Kerschensteiner und vor allem Robert Seidel, Hochschuldozent an der Universität Zürich, der sich für die Arbeitsschule anstelle einer reinen Lern- und Drillschule starkmachte. Kerschensteiner hatte 1908 in seinem bekannten Vortrag zur Pestalozzi-Feier in Zürich die Arbeitsschule als die Schule der Zukunft bezeichnet.
Die Verwirklichung der Einheitsschule nach dem Vorbild der in den zwanziger Jahren eingeführten amerikanischen High-School kam nicht über das Diskussionsstadium hinaus. Die geplante umfassende Neuorientierung konnte nicht verwirklicht werden und wurde zu einer inneren Reform, dem «Neuen Schulgeist».
Die Stadtzürcher Schulen leisteten vor allem auf den drei Gebieten Sozialpädagogik, Gesundheitsvorsorge und -erziehung sowie Heil- und Sonderschulpädagogik Pionierarbeit.

### Kunst und Kultur
Die Arbeiter bauten ihre eigenen Kultur-, Sport- und Freizeitvereine auf, in denen die Organisierten in den dreissiger Jahren wie in einer kulturellen Welt für sich lebten.
Anfangs der 1930er Jahre sind zahlreiche Gebäude im Stil des neuen bauens entstanden, unter anderen das Kunstgewerbe-Museum, das Zett-Haus mit dem Kino Roxy an der Badenerstrasse, die Werkbundsiedlung Neubühl, die Sihlporte und das neue Börsengebäude.
1939 fand in der Stadt Zürich die Schweizerische Landesausstellung (Landi) statt, die den Zusammenhalt und Widerstandswillen der Schweizer Bevölkerung angesichts der drohenden faschistischen Gefahr im nördlichen Nachbarland stärken sollte. Stadtpräsident Emil Klöti war Vize-Präsident des Organisations-Komitees.

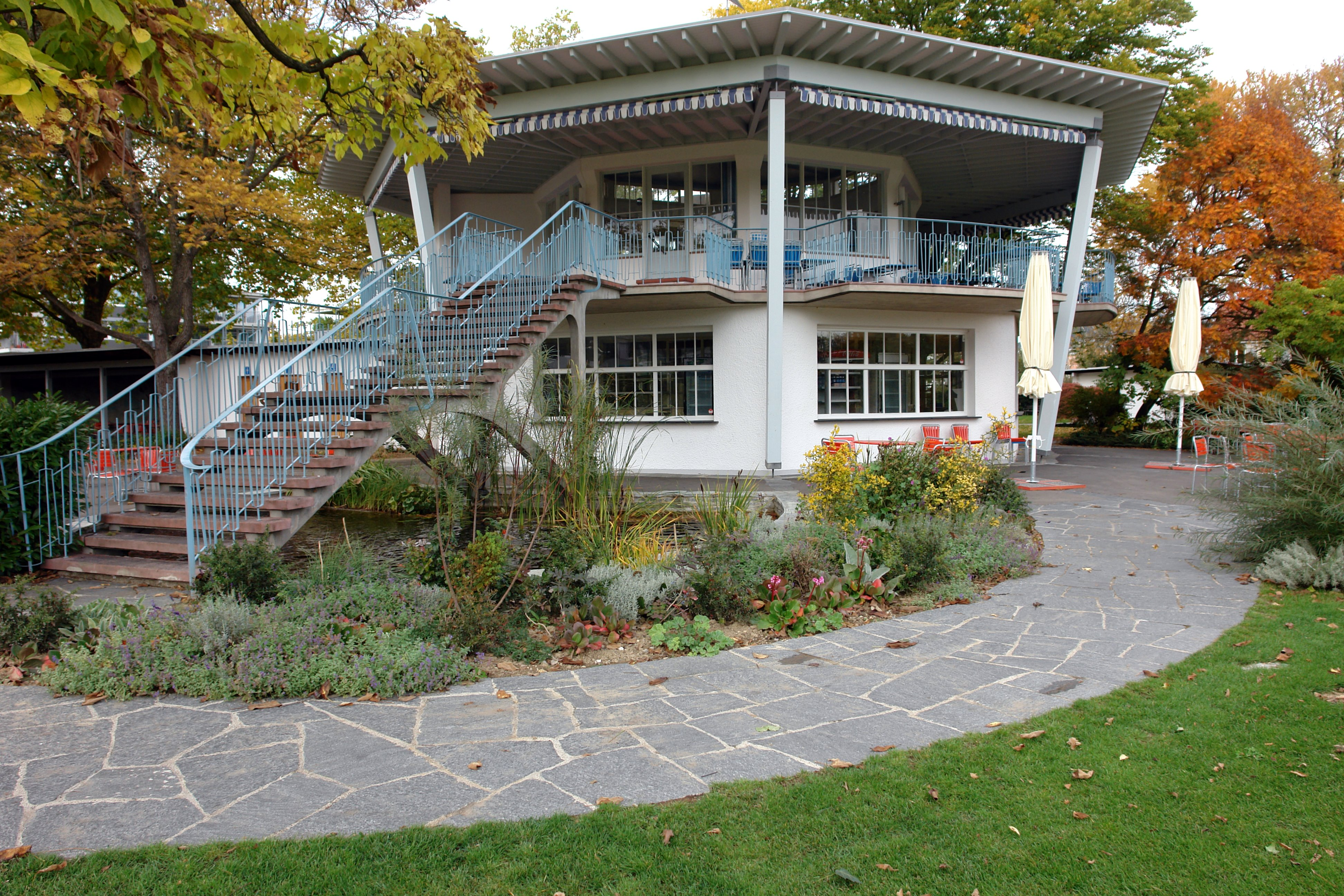
Restaurantpavillon im Freibad Letzigraben

Für die neuen Quartiere wurden nach der zweiten Eingemeindung neben den bisherigen See- und Flussbädern gut erreichbare Quartierbäder erstellt. 1939 entstand das Freibad Allenmoos in Unterstrass. 1949 wurde das von Max Frisch im Landistil erbaute Freibad Letzigraben eröffnet; das auch als Max-Frisch-Bad bekannte Freibad gilt als bedeutender architekturgeschichtlicher Zeuge der Stadt.

### Sozialer Film
Zwischen der Weltwirtschaftskrise und der Nachkriegshochkonjunktur gaben die Sozialdemokratische Partei der Schweiz (SPS), die dem Schweizerischen Gewerkschaftsbund (SGB) nahestehenden Gewerkschaften, die Genossenschaften und die Jugend-, Sport- und Kulturorganisationen der Arbeiterbewegung rund siebzig soziale Filme in Auftrag. Etliche der Filme wurden in Zürich gedreht und dokumentieren das Rote Zürich, wie zum Beispiel: Teuerungsdemonstration in Zürich (1917), Das genossenschaftliche Zürich (1929), Der rote Tag (1934), Die neue Stadt (1938), Zürich baut (1938), Die Stadt greift ein (1939). Die Filme unterscheiden sich deutlich vom proletarischen Film der Weimarer Republik und den Russenfilmen der jungen Sowjetunion. Sie widerspiegeln die politischen Verhältnisse in der Schweiz (Direkte Demokratie) und waren zeitlich und thematisch auf die nächste Volksabstimmung, anstehende Wahlen oder auf die Mitgliederwerbung ausgerichtet. Die Filme wurden von den Zürcher Filmproduktionsgesellschaften Praesens-Film AG, Central Film, Pro-Film, Turica-Film, Gloria-Film und von Amateuren erstellt und hauptsächlich von der Schweizerischen Arbeiterbildungszentrale Zürich (SABZ) verliehen und vertrieben. Die SABZ versuchte dem moralisch bedenklichen Unterhaltungsfilm, den sozialen Film als Teil der Bildungs- und Propagandabestrebungen der Arbeiterbewegung entgegenzustellen. Die vor 1935 entstandenen kämpferischen Filme waren vom materiellen Elend und der sozialen Erbitterung (Landesstreik 1918) geprägt, während die Filme nach dem Friedensabkommen von 1937 weniger konfrontativ waren.

## Zeitgenossen
- Max Bill
- Fritz Brupbacher
- Hans Finsler
- Sigfried Giedion
- Emil Klöti
- Wolfgang Langhoff
- Thomas Mann
- Werner Max Moser
- Flora Steiger-Crawford

## Film und Literatur
- Entwicklung der Stadtzürcher Schulen im 20. Jahrhundert. In: 150 Jahre Zürcher Volksschule. Schule und Elternhaus, Schulamt der Stadt Zürich, 1982.
- Willy Nabholz: Die 20er und 30er Jahre und ihre Auswirkungen. In: 150 Jahre Rückschritt? VPOD Sektion Lehrer Zürich, Gegenverlag, 1982, ISBN 3-85686-007-3.
- Das rote Zürich 1928–1938. Ein dramatisches Jahrzehnt. Dokumentarfilm von Beat Renggli (Schweizer Fernsehen DRS DOK-Reihe), 1992.
- Deborah Holmes: Ignazio Silone und «das rote Zürich». Writing and Internationalism in Antifascist Exile 1929–1939. Dissertation. Universität Oxford, 2001.
- Christian Koller: Sozialismus in einer Stadt? – Vor 75 Jahren entstand das rote Zürich, In: Rote Revue – Zeitschrift für Politik, Wirtschaft und Kultur. 81/2, 2003.
- Christian Koller: Sport, Urbanity and Communal Socialism: The Case of »Red Zurich« (1928–1949). In: International Journal of the History of Sport. 29/14, 2012, S. 2013–2029.
- Christian Koller: Vor 85 Jahren: Die »Wahlschlacht« um »Gross-Zürich«, in: Sozialarchiv Info 6 (2017). S. 9–22.
- Christian Koller: Vor 100 Jahren: Aufschwung der Baugenossenschaften, in: SozialarchivInfo 1 (2023). S. 17–41.
- Steffen Lindig: Der Entscheid fällt an den Urnen: Sozialdemokratie und Arbeiter im Roten Zürich 1928 bis 1938. Eco Verlag, Zürich 1979, ISBN 3-85637-021-8.
- Walter Akeret: Die zweite Zürcher Eingemeindung von 1934. Peter Lang, Bern 1977, ISBN 3-261-02155-1.
- Peter Huber: Kommunisten und Sozialdemokraten in der Schweiz 1918–1935: Der Streit um die Einheitsfront in der Zürcher und Basler Arbeiterschaft. Limmat, Zürich 1986, ISBN 3-85791-104-2.
- Paul Schmid-Ammann: Emil Klöti: Stadtpräsident von Zürich: Ein schweizerischer Staatsmann. Büchergilde Gutenberg, Zürich 1965.